# Musikinstrumentenversicherung
Die Musikinstrumentenversicherung ist eine Sachversicherung, die den Besitzer gegen Abhandenkommen, Zerstörung oder Beschädigung des versicherten Musikinstruments schützt. Versichert sind alle Schäden, die im Versicherungszeitraum auftreten können (Allgefahrendeckung).
Dazu zählen etwa Transport, Transportmittelunfall, Diebstahl, Verlust, Raub, Brand, Blitz, Explosion, Wasser und elementare Ereignisse. Die von der Musikinstrumentenversicherung abgedeckten Schäden gehen über die Gefahrenabdeckung der Hausratversicherung hinaus, die Musikinstrumente nur absichert, wenn diese zu Hause lagern und nicht gespielt werden.
Eine Musikinstrumentenversicherung deckt die Gefahren bei Transporten, bei Liegenlassen, bei Herunterfallen bzw. bei sonstigen Beschädigungen ab; für Kratzer, Herstellungsfehler oder Gebrauchsspuren wird aber kein Versicherungsschutz geleistet.
Versichert wird der Zeit- oder Neuwert des Instruments, wobei der Neuwert geschätzt und gegenüber der Versicherung nachgewiesen werden muss.
Die Versicherung des Zeitwerts deckt den Wert des Instruments zum Zeitpunkt des Schadensfalls ab und sollte daher alle zwei Jahre von einem Instrumentenbauer oder -händler neu bestimmt werden. Der jährliche Versicherungsbeitrag ist abhängig von der Versicherungssumme (dem Zeit- oder Neuwert des versicherten Instruments), aus der sich der Beitragssatz berechnet und verringert sich bei steigender Versicherungssumme.
Der Geltungsbereich einer Musikinstrumentenversicherung erstreckt sich meist auf eine weltweite Deckung.
Neben Policen für Einzelpersonen gibt es auch Gruppenverträge, die zum Beispiel Orchester, Musikschulen und Vereine abschließen können. Die Versicherung gilt dann für jedes Instrument der Gruppe, auch wenn es nicht in der Police genannt wird. Instrumente, die neu hinzukommen, sind automatisch versichert.